# Lagamas
Lagamas är en kommun i departementet Hérault i regionen Occitanien i södra Frankrike. Kommunen ligger i kantonen Gignac som tillhör arrondissementet Lodève. År 2022 hade Lagamas 110 invånare.

## Befolkningsutveckling
Antalet invånare i kommunen Lagamas
Referens:INSEE